# Rosa 'Chopin'

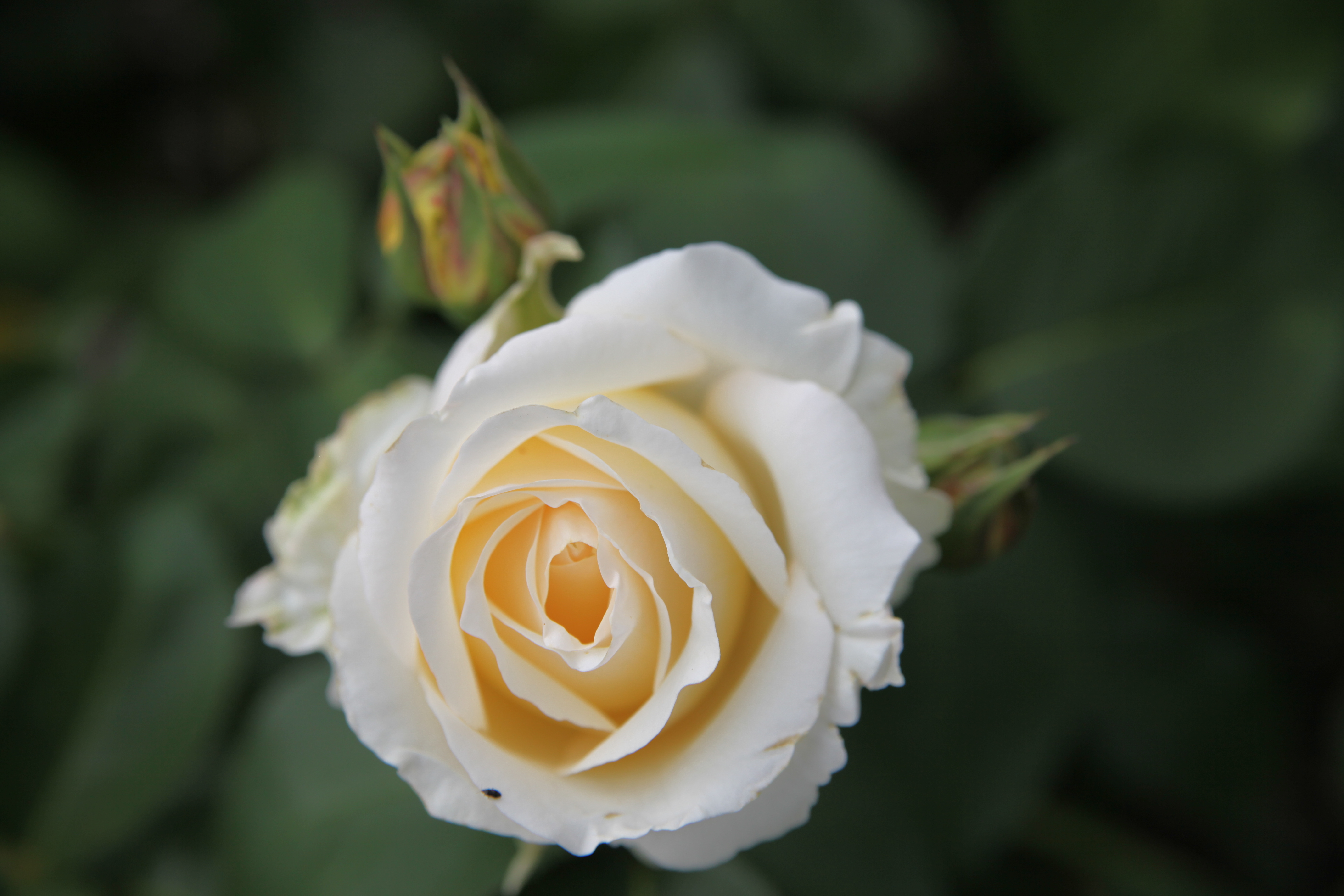
Rosa 'Chopin'

La Rosa 'Chopin' (sinonimo: 'Fryderyk Chopin') è una cultivar di rosa che è stata introdotta da Stanisław Żyła in Polonia nel 1980. La rosa ibrida di tea è stata prodotta incrociando la Crêpe de Chine con la Peer Gynt e prende il nome dal compositore polacco Fryderyk Chopin.

## Descrizione
La Chopin è una rosa dalla forte crescita (150–200 cm) con fiori appariscenti e grandi di colore da crema chiaro a giallo chiaro. I fiori hanno un diametro medio di 11 cm e 17–25 petali. Crescono in piccoli grappoli (3-5), hanno un profumo moderato e compaiono rigogliose per tutta la stagione. Fogliame grande e coriaceo.
La cultivar è resistente all'inverno (zona USDA 6b - 10b) e generalmente resistente alle malattie.